# Студентска улица
Студентска улица се налази на Новом Београду. Простире се дводелно, први део од улице се простире од улице Париске комуне до раскрснице са Булеваром Зорана Ђинђића и други део улице од раскрснице са Булеваром Зорана Ђинђића до Тошиног бунара.
Дужина улице износи 660 метара.
Улицом собраћа велики број линија ГСП-а: 71,72,74,75,76,77 и 82. 
У улици се налази Студентски град, Дом културе „Студентски град“, Политехничка академија и Виша туристичка школа.